# Jason Collier
Jason Jeffrey Collier (* 8. September 1977 in Springfield, Ohio; † 15. Oktober 2005 in Atlanta, Georgia) war ein US-amerikanischer Basketballspieler.
Sein Vater Jeff spielte Basketball am Georgia Institute of Technology (Georgia Tech) von 1973 bis 1976. Jason hatte einen Bruder (Jared) und eine Schwester (Julie).
Collier führte 1996 die Catholic Central High School seiner Heimatstadt Springfield (Ohio) zur Ohio-State-Basketballmeisterschaft.
Er studierte und spielte Basketball ebenfalls bei Georgia Tech. Er trug die gleiche Trikotnummer wie sein Vater. In 97 Collegespielen machte Jason durchschnittlich 13,9 Punkte und holte 7,1 Rebounds pro Spiel.
Jason war fünf Jahre in der US-Profiliga NBA aktiv, nachdem er im NBA Draft 2000 an 15. Stelle von den Milwaukee Bucks ausgewählt wurde. Am 28. Juni 2000 wurden seine Draftrechte zusammen mit einem zukünftigen Erstrunden-Draftpick im Tausch für die Rechte an Joel Przybilla an die Houston Rockets abgegeben. Er spielte drei Jahre (2001 bis 2003) für die Rockets. Am 30. September 2003 unterzeichnete er einen Vertrag bei den Minnesota Timberwolves, wurde jedoch nicht eingesetzt.
2003–04 spielte er zunächst in der NBA Development League (NBDL) bei den Fayetteville Patriots. Für die Patriots absolvierte er 30 Partien, bis er am 8. März 2004 den ersten von zwei Zehntagesverträgen bei den Atlanta Hawks bekam, die ihn dann am 28. März für den Rest der Saison unter Vertrag nahmen. Für die Hawks spielte er bis zu seinem überraschenden Tod.
In insgesamt 151 Spielen in der NBA erzielte er durchschnittlich 5,6 Punkte und 2,9 Rebounds. Seine beste Saison hatte er 2003–04 bei den Hawks. In 20 Spielen erreichte er durchschnittlich 11,3 Punkte und 5,6 Rebounds. Seine Karrierebestleistung von 22 Punkte erzielte er am 12. März 2004 gegen die Washington Wizards.
Collier starb am 15. Oktober 2005, vermutlich an einem plötzlichen Herztod. Er hinterließ seine Frau Katie und seine Tochter (Elezan).

## Ehrung
- Seine Trikotnummer 40 wurde von den Atlanta Hawks am 2. Dezember 2005 retired, d. h., sie wird nicht mehr an andere Spieler vergeben.